# Perry Farrell

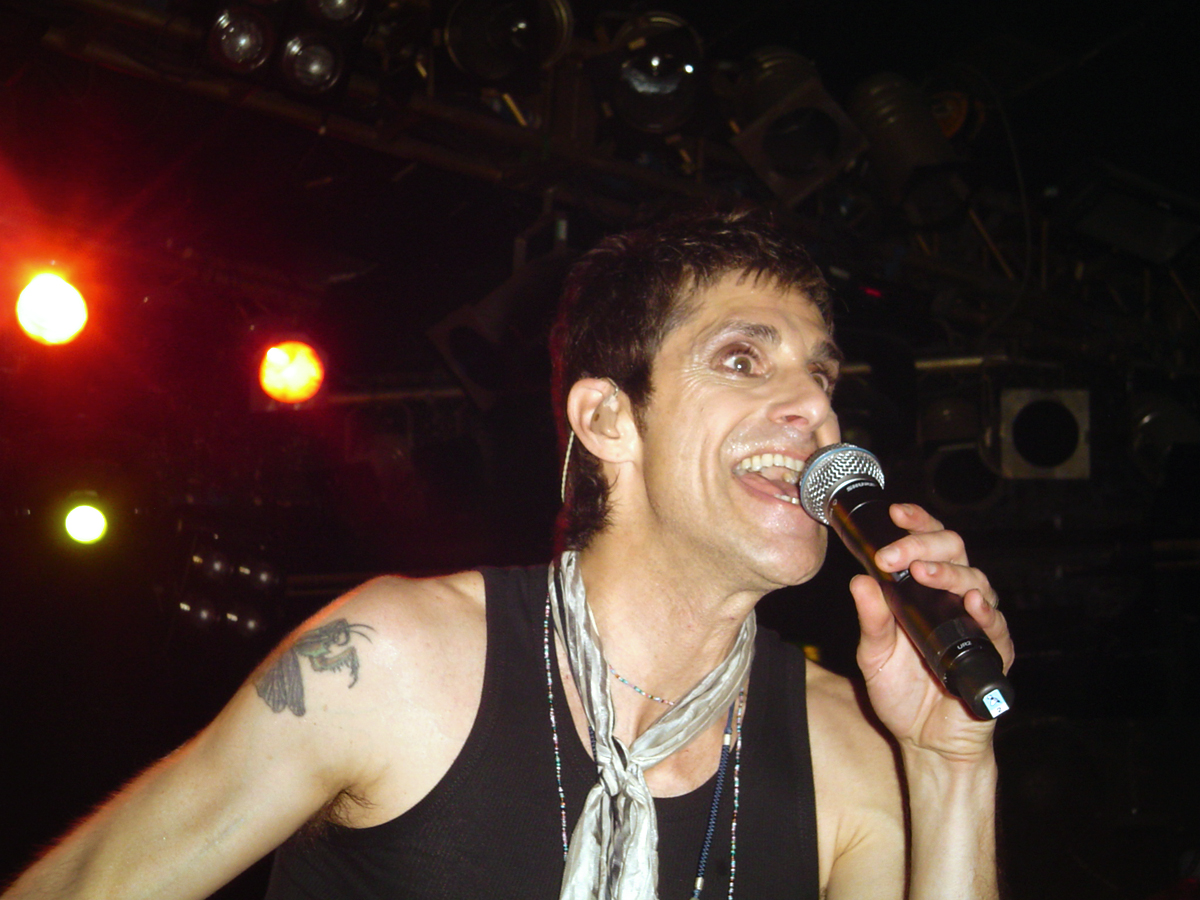
Perry Farrell bei einem Auftritt im Londoner Astoria, Juni 2007

Perry Farrell (* 29. März 1959 in New York City; eigentlich Peretz Bernstein) ist US-amerikanischer Rockmusiker. Sein Künstlername ist ein Wortspiel mit „peripheral“, was so viel wie „der von außen Beobachtende“ bedeuten soll.
Er ist vor allem als Sänger der Alternative-Rock-Bands Jane’s Addiction und Porno for Pyros bekannt. Seine erste Band hieß Psi Com. Seit dem Ende von Porno for Pyros brachte Farrell auch einige Soloalben heraus, bei denen er sich zunehmend mit seinem jüdischen Glauben beschäftigt. Zudem ist er als DJ Peretz tätig. Darüber hinaus wurde er als Begründer und Organisator der Lollapalooza-Festivals bekannt, bei denen in den 1990er Jahren viele Alternative-Rock-Bands auftraten.
Nach der erneuten Auflösung von Jane’s Addiction im Jahre 2004 gründete er eine neue Band namens Perry Farrell’s Satellite Party. Am Soundtrack zum Film Twilight – Bis(s) zum Morgengrauen aus dem Jahre 2009 war Farrell mit dem Lied Go All the Way (Into the Twilight) beteiligt.
Am 13. September 2024 endete ein Konzert von Jane’s Addiction vorzeitig, nachdem Farrell seinen Bandkollegen Dave Navarro tätlich angriff. Die Band sagte daraufhin die restliche Tour ab und die restlichen Bandmitglieder veröffentlichten ein Statement, dass die Band in eine unbestimmte Pause gehen werde. Seine Frau kündigte daraufhin an, dass Perry Farrell sich professionelle Hilfe suchen würde. Ex-Kollegen berichteten daraufhin in Interviews von vergangenen Problemen mit Farrell und seiner Ehefrau Etty Lau Farrell.

## Privates
Farrell ist seit 2002 mit Etty Lau Farrell (* 1974) verheiratet, die als Backgroundtänzerin für Jane’s Addiction tätig war. Beide lernten sich 1997 auf der Relapse Tour kennen. Die beiden haben zwei Kinder, Izzadore Bravo and Hezron Wolfgang. Perry Farrell hat ein weiteres Kind aus einer früheren Beziehung. Etty Lau Farrell ist auch als Sängerin für Porno For Pyros und Satellite Party in Erscheinung getreten.

## Diskografie

### Alben
- 1999: Rev (Kompilation)
- 2001: Song Yet to Be Sung
- 2007: Ultra Payloaded (Perry Farrell’s Satellite Party)

### Singles
- 2001: Song Yet to Be Sung
- 2002: Shekina
- 2002: Seeds (vs. Rocket)
- 2004: Revolution Solution (Thievery Corporation feat. Perry Farrell)
- 2005: 2 Souls Alone (Rocket vs. Peretz)
- 2007: Wish Upon a Dog Star (Perry Farrell’s Satellite Party)
- 2008: Go All the Way (Into the Twilight)
- 2010: Killing Time (Infected Mushroom feat. Perry Farrell)